# Komodo (langue)
Pour les articles homonymes, voir Komodo.
Le komodo est une langue austronésienne parlée en Indonésie, dans l'île  de Komodo. La langue appartient à la branche malayo-polynésienne des langues austronésiennes.

## Classification
Le komodo est classé traditionnellement dans un sous-groupe bima-sumba. Le linguiste Robert Blust conteste l'existence de ce sous-groupe, sur la base d'une comparaison lexicale et phonétique des langues.

## Phonologie
Le tableau présente les consonnes du komodo.

### Consonnes
|              |              | Bilabiales | Dentales | Latérales | Dorsales | Dorsales | Glottales |
| ------------ | ------------ | ---------- | -------- | --------- | -------- | -------- | --------- |
| Palatales    | Vélaires     | Bilabiales | Dentales | Latérales |          |          | Glottales |
| Occlusives   | Sourde       | p [p]      | t [t]    |           |          | k [k]    | ʔ [ʔ]     |
| Occlusives   | Sonore       | b [b]      | d [d]    |           |          | g [g]    |           |
| Occlusives   | Éjective     | ɓ [ɓ]      | ɗ [ɗ]    |           |          |          |           |
| Occlusives   | Prén.sou.    | mb [m͡p]    | nd [n͡t]  |           |          | ŋk [ŋ͡k]  |           |
| Occlusives   | Prén.son.    | mb [m͡b]    | nd [n͡d]  |           |          | ŋg [ŋ͡g]  |           |
| Fricative    | Fricative    | f [f]      | s [s]    |           |          |          | h [h]     |
| Affriquée    | Sourde       |            |          |           | c [t͡ʃ]   |          |           |
| Affriquée    | Sonore       |            |          |           | j [d͡ʒ]   |          |           |
| Affriquée    | Prén.sou.    |            |          |           | nc [n͡tʃ] |          |           |
| Affriquée    | Prén.son.    |            |          |           | nj [n͡ʤ]  |          |           |
| Nasale       | Nasale       | m [m]      | n [n]    |           | ɲ [ɲ]    | ŋ [ŋ]    |           |
| liquide      | liquide      |            | r [r]    | l [l]     |          |          |           |
| Semi-voyelle | Semi-voyelle | w [w]      |          |           | y [j]    |          |           |

## Sources
- (en) Blust, Robert, Is there a Bima-Sumba Subgroup?, Oceanic Linguistics, 47:1, pp. 45-113, 2008.
- (en) Donohue, Mark, The Papuan Language of Tambora, Oceanic Linguistics, 46:2, pp. 520-537, 2007.